# 金科路站
金科路站位于中华人民共和国上海市浦东新区张江高科技园区祖冲之路与金科路交叉口，是上海地铁2号线的地铁车站，于2010年2月24日启用。。該站于2007年7月25日開始建造，是东延伸段第一个開始建造的车站。

## 車站構造

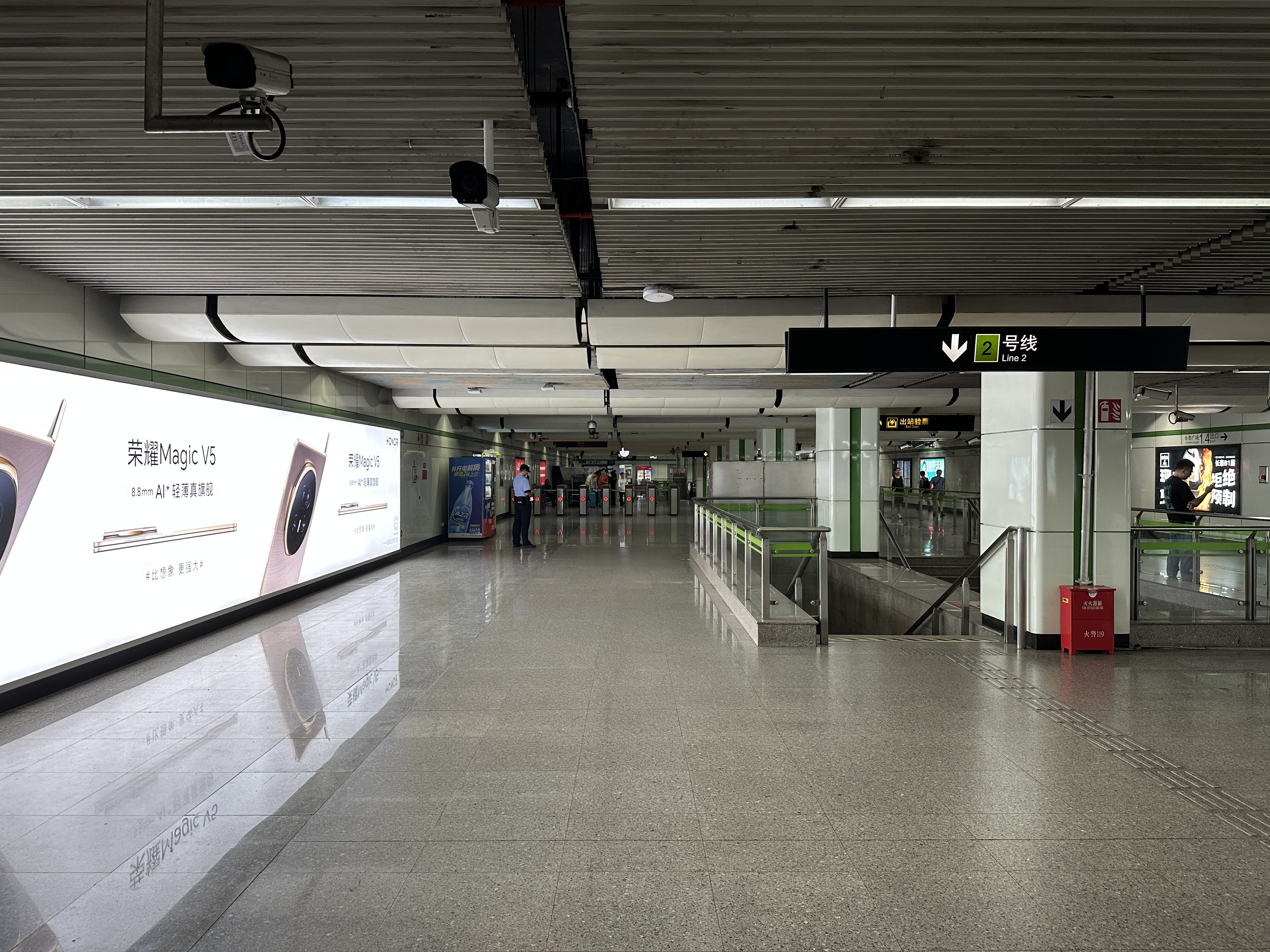
站厅

### 车站楼层
| 地面层   | 出入口             | 1-3出入口                                 |  |  |
| 地下一层 | 站厅及出入口       | 4出入口、票务服务、自动售票机、人工服务台 |  |  |
| 地下二层 |                    | █ 2号线 往国家会展中心（张江高科）        |  |  |
|          | 岛式站台，左侧开门 |                                           |  |  |
|          |                    | █ 2号线 往浦东1号2号航站楼（广兰路）      |  |  |

## 车站出口
金科路站共有4个出入口，其中2号出入口与汇智国际商业中心结合设置，各出入口如下所示：
| 出口编号            | 出口指示                           | 照片 |
| ------------------- | ---------------------------------- | ---- |
| 1 · 出口 · （设有） | 哈雷路，祖冲之路                   |      |
| 2 · 出口            | 金科路，祖冲之路，汇智国际商业中心 |      |
| 3 · 出口            | 金科路，祖冲之路                   |      |
| 4 · 出口            | 祖冲之路                           |      |
| 图例： 设有         |                                    |      |

## 公交换乘
609、636、东川专线、塘川线、张江南环线、孙桥1路、张江1路

## 周边建筑
- 浦东软件园